# Nicodim Vallindras
Nicodim Vallindras (în greacă Νικόδημος Βαλληνδράς; n. 2 februarie 1915, Atena, Regatul Greciei – d. 15 noiembrie 2008, Atena, Grecia) a fost un teolog ortodox grec, care a îndeplinit funcțiile de mitropolit de Zihni și Nevrokopi (1965-1974) și mitropolit de Patras (1974-2005). A demisionat din funcție în anul 2005.

## Biografie
S-a născut la Atena în februarie 1915, primind la naștere numele de Nikolaos. A absolvit Facultatea de Teologie din Atena în 1936, după care a fost hirotonit diacon (1940) și preot (1944). A îndeplinit funcțiile de arhidiacon al arhiepiscopului Hrisanthos Filippidis (1939-1941) și secretar al Arhiepiscopiei Atenei și a întregii Elade (1941-1954), ieromonah și stareț al Mănăstirii Petraki și director al Facultății de Teologie Ortodoxă Greacă „Sfânta Cruce” din Boston (1961-1962). La 22 noiembrie 1965 a fost hirotonit ca episcop și numit ca mitropolit de Zihni și Nevrokopi. La 22 mai 1974 a fost ales ca mitropolit de Patras. A demisionat la 12 ianuarie 2005, ca urmare a vârstei sale înaintate.
Nicodim Vallindras a scris numeroase studii hagiografice și imnologice, precum și monografii cu conținut istoric și ecleziastic, care au fost publicate în mai multe reviste de specialitate. A fost membru în Sfântul Sinod al Bisericii Ortodoxe a Greciei (1974, 1977-1978) și, de asemenea, în Societatea de Studii Cicladice și Societatea de Studii Peloponesiene. A participat la misiunea de educație a clerului ortodox grec din America și a făcut parte din delegațiile Bisericii Ortodoxe a Greciei care au vizitat Serbia și Australia. A fost decorat de trei ori pentru serviciile desfășurate în Armata Greacă.
În perioada 12-19 octombrie 1996, la rugămintea mitropolitului Daniel Ciobotea al Moldovei și Bucovinei, mitropolitul Nicodim al Patrasului a adus pentru prima dată în România, la Iași, capul Sfântului Apostol Andrei.  După acest eveniment, Sfântul Sinod al Bisericii Ortodoxe Române a aprobat cererea mitropolitului Daniel Ciobotea de înscriere în calendarul creștin-ortodox al Arhiepiscopiei Iașilor a Aducerii la Iași a moaștelor Sfântului Apostol Andrei, cu data de pomenire în 13 octombrie.
El a murit la Atena, unde a locuit în ultimii trei ani, pe 15 noiembrie 2008. la vârsta de 93 de ani.